# Cryptolepis newii
Cryptolepis newii är en oleanderväxtart som först beskrevs av George Bentham, och fick sitt nu gällande namn av P.I. Forster. Cryptolepis newii ingår i släktet Cryptolepis och familjen oleanderväxter. Inga underarter finns listade i Catalogue of Life.